# 1436 Salonta
1436 Salonta (1936 YA) là một tiểu hành tinh vành đai chính được phát hiện ngày 11 tháng 12 năm 1936 bởi G. Kulin ở Budapest. The discoverer named the asteroid for his home town, Nagyszalonta.